# Brigitte Nansoz
Brigitte Nansoz, né le 20 juillet 1962 à Evionnaz, est une skieuse alpine suisse qui a mis fin à sa carrière sportive à la fin de la saison 1983.

## Palmarès

### Coupe du monde
- Meilleur classement au Général : 52e en 1981 et 1982.
- Meilleur classement en Coupe du Monde Slalom Spécial : 5e en 1981 et 1982 à Montgenèvre  France.
- 0 succès en course.